# Samtgemeinde Harpstedt
La Samtgemeinde Harpstedt est une Samtgemeinde, c'est-à-dire une forme d'intercommunalité de Basse-Saxe, de l'arrondissement d'Oldenbourg, au nord de l'Allemagne. Elle regroupe 8 municipalités.